# Heteropenaeus longimanus
Heteropenaeus longimanus är en kräftdjursart som beskrevs av De Man 1896. Heteropenaeus longimanus ingår i släktet Heteropenaeus och familjen Penaeidae. Inga underarter finns listade i Catalogue of Life.